# Luigi Marchetti
Luigi Marchetti (Gessopalena, 1830 - New York, circa 1897) was een Italiaans componist, dirigent en trompettist.

## Levensloop
Marchetti kreeg zijn praktische en theoretische opleiding van de toenmalige dirigent Crisante Del Cioppo van de plaatselijke banda (harmonieorkest). Al spoedig werd hij als trompettist lid in de Banda "Diavoli Neri" Gessopalena. In 1871 werd hij als dirigent benoemd van de Banda di Atri. In 1873 richtte hij in Pianella een nieuwe banda op, met de betrekkingsvolle naam Banda "Diavoli Rossi" Pianella (de rode duivels van Pianella) en werd hij dirigent van deze vereniging. In deze functie bleef Marchetti tot 1897. Met zijn banda oogstte hij lof en veroverde hij verschillende prijzen en onderscheidingen. Later was hij eveneens dirigent van de Banda di Torremaggiore.
Als componist schreef hij werken voor banda. In de werkenlijst valt vooral de Passo doppio op. 
In 1893 werd in New York een concert gegeven met uitsluitend werken van Marchetti op het programma. In 1897 verhuisde hij naar New York en werd hij aldaar voorzitter van de muziekclub Pietro Mascagni. Kort nadat hij in New York was aangekomen, overleed hij echter.

## Composities

### Werken voor banda (harmonieorkest)
- 1878 Marcia Reale
- 1884 Grido d'Italia, mars
- 1890 Adelina, Passo doppio
- 1890 Eroismo, Passo doppio sinfonico
- 1890 Roma, mars
- 1893 Il connubio, Passo doppio sinfonico
- 1894 Marcia militare
- 1896 Un saluto a New York, Passo doppio sinfonico
- 1897 Le miss, Passo doppio sinfonico
- Dichiarazione amorosa, mazurka
- Fior d'arancio, Passo doppio sinfonico
- Gioie della vita
- Gli italiani in Africa, Passo doppio sinfonico
- I ciarlatani del secolo, Passo doppio sinfonico
- Idilio, mars
- Il cigno di Livorno, Passo doppio sinfonico
- Il Pastore delle Puglie, Passo doppio sinfonico
- Il ritorno a Firenze, Passo doppio sinfonico
- Il ritorno da Roma, Passo doppio sinfonico
- Il ritrono da Sinigallia, Passo doppio sinfonico
- Il sospiro, Passo doppio
- L'andata a Firenze, Passo doppio
- L'esultanza, Passo doppio sinfonico
- La Creola, Passo doppio sinfonico
- La Forza contro la Verità, polka
- La fratellanza, mars
- La lotta elettorale abruzzese del 1882, Passo doppio sinfonico
- La Primavera, Passo doppio
- La vendetta del Colonnello Putti, mars
- Le camelie, Passo doppio
- Marcia dedicata all'Avvocato Rosadi di Firenze
- Marcia sinfonica
- Margherita, mars
- Messalina, mars op motieven vanuit het lied La Marianna uit de romance Musica proibita
- Miserere, treurmars
- Polka
- Sogni dorati, polka
- Trionfale, Passo doppio
- Venerdi Santi (Goede Vrijdag), treurmars